# Juan Forlín
Juan Daniel Forlín (født 10. januar 1988 i Reconquista, Argentina) er en argentinsk tidligere fodboldspiller, der spillede som midterforsvarer eller alternativt defensiv midtbanespiller. Tidligere har han repræsenteret blandt andet Espanyol og Real Oviedo. Han har også tidligere spillet for Boca Juniors i sit hjemland, som han i 2008 hjalp til det argentinske mesterskab.

## Titler
Primera División de Argentina
- 2008 (Apertura) med Boca Juniors